# Гейниц, Осип Осипович
Осип Осипович Гейниц (1761—?) — русский военный, в 1807—1808 и 1810 годах феодосийский градоначальник. Кавалер  ордена Святого Георгия  IV класса (1808).
В составе Херсонского гренодерского полка в чине капитана О. О. Гейнц под командованием князя Н. Л. Шаховского в 1795 году принимал участие в подавлении Польского восстания 1794 года под руководством Тадеуша Костюшко.
Военный комендант Феодосии. После отставки А. С. Феньша (Феншоу) с 20 ноября 1807 по 14 мая 1808 года исполняющий должность феодосийского градоначальника вплоть до прибытия вступившего в должность А. Ф. Клокачёва и вторично в период 22.06.1810—21.09.1810 после его убытия.
Гейниц Осип Осипович указом от 26 ноября 1808 года по выслуге лет стал кавалером ордена Святого Георгия IV класса.